# Sven Erik Kristiansen
Pour les articles homonymes, voir Kristiansen et Maniac.
Sven Erik Kristiansen, né possiblement le 4 février 1969), aussi appelé Maniac, est un chanteur norvégien. Il fait partie du groupe norvégien de black metal Mayhem. Il est également membre du groupe de doom metal Skitliv, dans lequel il côtoie Niklas Kvarforth de Shining.

## Biographie
Sven Erik Kristiansen rejoint Mayhem en 1986 pour enregistrer l'album Deathcrush. Il quittera le groupe en 1988 et "disparaîtra pendant un certain temps".
En 1994, après les morts de Dead et d'Øystein Aarseth ainsi que l'emprisonnement de Varg Vikernes ; Jan Axel Blomberg (le batteur) décide de relancer le groupe et lui propose le poste de chanteur.
Fin de l'année 2004, il est exclu du groupe pour alcoolisme. Toutefois, il apparaît en concert avec le groupe en 2016.

## Discographie
Avec Mayhem
- Deathcrush (1987) (EP)
- Wolf's Lair Abyss (1997) (EP)
- Mediolanum Capta Est (1999) (Album live)
- Grand Declaration of War (2000) (Album studio)
- Live in Marseilles (2001) (Album live)
- European Legions (2001) (Album live)
- Chimera (2004) (Album studio)

Avec Skitliv
- Amfetamin (2008) (EP)
- Skandinavisk misantropi (2009) (Album studio)